# Cargill
Cargill és una empresa privada, multinacional, amb seu a l'estat de Minnesota (EUA) amb una activitat centrada en la producció i el processament d'aliments. En l'actualitat Cargill és la major empresa del món de capital privat, és present als 5 continents i ocupa més de 160.000 persones a 67 països.
Fou fundada el 1865, i amb els anys arribà a ser la major corporació del món de capital privat. Les activitats de Cargill inclouen la compra, processat i distribució de grans i d'altres "commodities" agrícoles, la fabricació i venda de pinsos per alimentació animal, ingredients per aliments processats, productes farmacèutics i béns de consum i producció d'aliments. L'empresa també opera un gran departament de serveis financers, que gerència els riscos en el comerç mundial d'aliments de les seves empreses. El 2003 separà una part de les seves operacions financeres a un "hedge founds" anomenat Black River Asset Management, amb prop de 10 bilions de dòlars en actius i passius. Fins 2011 també van ser propietaris de dues terceres parts de Mosaic Company, un dels majors productors i comerciants del món de fosfat concentrat i de potassi.
Actualment, la major empresa de propietat privada dels Estats Units i del món, Cargill, declarà uns beneficis de 3,64 bilions de dòlars l'any fiscal del 2008. Ocupa més de 160.000 treballadors a 67 països, i és responsable del 25% de totes les exportacions de grans dels Estats Units. L'empresa també provisiona el 22% de la carn en el mercat intern dels Estats Units. Alhora és el major exportador de l'Argentina, més que cap altra empresa d'aquest país, i, entre moltes altres coses, és el major productor d'aus de Tailàndia. Tots els ous usats als restaurants McDonalds en els Estats Units passen per plantes de Cargill.
Malgrat la seva mida gegantina, la corporació encara és una empresa familiar. Descendents del fundador (a partir de Cargill i la família MacMillan) posseeixen més del 85% del capital de l'empresa. Greg Page era el director executiu de Cargill fins que Warren Staley el succeí a mitjans de 2007.